# Wallershöhe
Die Wallershöhe ist ein 812,3 m ü. NHN hoher, bewaldeter, südlicher Nebengipfel der Ziegenhelle im Rothaargebirge im nordrhein-westfälischen Hochsauerlandkreis.

## Geographie

### Lage
Die im Hochsauerland und Naturpark Sauerland-Rothaargebirge befindliche Wallershöhe liegt im Südostteil des Hochsauerlandkreises wenige Hundert Meter entfernt zur Grenze des Kreises Siegen-Wittgenstein, der westlich ihres Gipfels auf 789 m Höhe seinen höchsten Punkt erreicht. Ihr Gipfel erhebt sich etwa 6,2 km westnordwestlich von Hallenberg, 4,4 km südsüdwestlich von Züschen, 870 m südlich des Hauptgipfels der Ziegenhelle (815,9 m) und 3 km (je Luftlinie) nordnordöstlich von Wunderthausen.
Trotz geringer Eigenständigkeit ist die Wallershöhe, mit etwa 20 m Schartentiefe zur Ziegenhelle, der südlichste "Achthunderter" im Sauerland und Rothaargebirge.
Etwas westnordwestlich des Wallershöhengipfels, an der gemeinsamen Westflanke mit der Ziegenhelle, entspringt die Schwarzenau als östlicher Odeborn-Zufluss und etwas östlich die Elsoff als nördlicher Eder-Zufluss.

### Naturräumliche Zuordnung
Die Wallershöhe gehört in der naturräumlichen Haupteinheitengruppe Süderbergland (Nummer 33) in der Haupteinheit Rothaargebirge (mit Hochsauerland) (333) und in der Untereinheit Winterberger Hochland (333.5) zum Naturraum Ziegenhelle (333.51).

## Schutzgebiete
Nördlich, östlich und südlich der Wallershöhe liegen Bereiche des Naturschutzgebiets Hallenberger Wald (CDDA-Nr. 329410; 2001 ausgewiesen; 8,76 km² groß) und westlich solche des NSG Wälder um Oster- und Moselkopf (CDDA-Nr. 329702; 2004; 6,83 km²). Rund um die Wallershöhe erstrecken sich Teile des Fauna-Flora-Habitat-Gebiets Hallenberger Wald (FFH-Nr. 4817-301; 22,53 km²). Bis auf ihren Gipfel zieht sich das Landschaftsschutzgebiet Hallenberger Waldlandschaft (CDDA-Nr. 345001; 2004; 23,25 km²) und bis auf ihre Süd- und Westflanke das LSG Rothaargebirge (SI) (CDDA-Nr. 555550027; 2004; 299,42 km²). Alle diese Schutzgebiete wurden am 4. Oktober 2004 mit dem Landschaftsplan Hallenberg ausgewiesen.